# Смирнов, Виталий Степанович (Герой Советского Союза)
Вита́лий Степа́нович Смирно́в (1924—2013) — участник Великой Отечественной войны, гвардии полковник Советской армии, Герой Советского Союза (1945).

## Биография
Родился 16 апреля 1924 года в деревне Александровка Ржевского уезда Тверской губернии (ныне Зубцовского района Тверской области). С 1937 года семья проживала в селе Погорелое городище. Отец Виталия был бухгалтером в конторе «Заготскот», мать — билетёром и уборщицей в кинотеатре. После окончания в 1940 году погорельской школы Виталий поступил в Московское железнодорожное училище, чтобы выучиться на машиниста электровоза. Но с началом Великой Отечественной войны училище было реорганизовано и эвакуировано в город Верхняя Салда (Свердловская область). Получив специальность электрика, Виталий работал дежурным электромонтёром подстанции прокатного цеха на металлургическом комбинате.

### Фронт
В марте 1943 года В. Смирнов был призван в РККА Нижне-Салдинским райвоенкоматом и направлен в 10-й Уральский добровольческий танковый корпус, который формировался в это время. Был назначен наводчиком 82-миллиметрового миномёта. Летом 1943 года на Брянском фронте принял первый бой под Курском. В июле 1944 года участвовал в освобождении Львова. За отличие в боях командир расчёта миномётной батареи 1-го мотострелкового батальона 29-й гвардейской мотострелковой Унечской бригады гвардии старшина В. С. Смирнов был награждён орденом Красной Звезды. В октябре того же года окончил курсы младших лейтенантов и стал командиром пулемётного взвода. Член ВКП(б) с 1944 года.

### Подвиг
В январе 1945 года, воюя на 1-м Украинском фронте, В. Смирнов командовал пулемётным взводом 29-й гвардейской мотострелковой бригады в составе 10-го гвардейского корпуса 4-й танковой армии. 25 января, в 6 км южнее города Штейнау, три советских танка проскочили на западный берег реки Одер, но немцы взорвали мост, и дальнейшее форсирование войсками водной преграды застопорилось. Группе мотострелков с одним станковым пулемётом и тремя ручными было приказано переправиться через Одер и захватить плацдарм. Возглавил группу младший лейтенант Смирнов. 26 января он и три десятка бойцов при помощи подручных средств перебрались через реку и завязали бой за город. Отвлекая внимание гитлеровцев, они подожгли склады и ворвались на улицы Штейнау. При этом Смирнов был ранен в колено, но, перевязав его, продолжал командовать. В течение суток бойцы удерживали занятый плацдарм, тем самым обеспечив дальнейшую переправу подразделений советских войск. В боях за этот рубеж взвод Смирнова уничтожил 117 немецких солдат и офицеров, 10 пулемётных точек, в том числе 32 врага и 4 точки были уничтожены Смирновым лично.
Указом Президиума Верховного Совета СССР от 10 апреля 1945 года за образцовое выполнение боевых заданий командования на фронте борьбы с немецко-фашистскими захватчиками и проявленные при этом мужество и героизм гвардии младшему лейтенанту Смирнову Виталию Степановичу было присвоено звание Героя Советского Союза с вручением ордена Ленина и медали «Золотая Звезда».
После излечения от раны В. С. Смирнов вернулся в часть и встретил Победу у стен освобождённой Праги.

### Мирное время
После завершения Великой Отечественной войны В. С. Смирнов продолжил службу в армии. Окончил вечернюю общеобразовательную школу, Ленинградское танковое училище, а в 1966 году — Военную академию имени М. В. Фрунзе. Был военным советником в Сирии. В 1973 году в звании полковника вышел в запас.
В. С. Смирнов проживал в Воронеже, где работал в городском Совете народных депутатов, а также в партийных органах. В 1989 году переехал в Москву.
Умер 13 марта 2013 года на 89-м году жизни. В соответствии с завещанием Герой был похоронен на своей малой родине — на территории братского захоронения в селе Погорелое Городище Зубцовского района Тверской области.

## Награды
- Герой Советского Союза (1945);
- орден Ленина (1945);
- орден Отечественной войны I степени (1985);
- орден Красной Звезды (1944);
- медали СССР и Российской Федерации.